# ایسیار درام
ایسیار درام (انگلیسی: Issiar Dramé؛ زادهٔ ۱۶ فوریهٔ ۱۹۹۹) بازیکن فوتبال اهل فرانسه است.